# Dalswinton Castle
Dalswinton Castle, auch Comyn’s Castle, ist eine abgegangene Niederungsburg südöstlich des Dorfes Dalswinton in der schottischen Council Area Dumfries and Galloway.
An dieser Stelle ist erstmals 1250 eine Burg verzeichnet, die dem Clan Comyn of Badenoch gehörte. Nachdem sie von den Engländern 1301 eingenommen worden war, war der Konstabler John de Botetourt. Während Edward Bruces Waffengang in Galloway in den Jahren 1308 und 1309 war die Burg immer noch in der Hand der Engländer. Anfang 1313 ergab sich die Besatzung von Dalswinton Castle den schottischen Kräften.
Nach dem Bau des House of Dalswinton im 17. Jahrhundert wurde die Burg aufgegeben. Die Überreste der Ruine scheinen nach 1792 abgerissen worden zu sein. Die archäologisch relevanten Teile sind seit 1937 als Scheduled Monument ausgewiesen.